# Galaxy Science Fiction
A Galaxy Science Fiction tudományos-fantasztikus magazint 1950-ben alapították az Amerikai Egyesült Államokban.

## Történet
Az Egyesült Államokban meghatározó képviselőjévé vált a minőségi sci-fi irodalomnak. A 60-as 70-es években élte virágkorát.

## Szerkesztői
- H. L. Gold: 1950 október - 1961 október
- Frederik Pohl: 1959 - 1969 május
- Ejler Jakobsson: 1969 július - 1974 május
- James Baen: 1974 június - 1977 október
- John J. Pierce: 1977 november -  1979 április
- Hank Stine:  1979 június -  1979 október
- Floyd Kemske: 1980

## Fordítás
- Ez a szócikk részben vagy egészben  a   Galaxy_Science_Fiction című angol Wikipédia-szócikk fordításán alapul.  Az eredeti cikk szerkesztőit annak laptörténete sorolja fel. Ez a jelzés csupán a megfogalmazás eredetét és a szerzői jogokat jelzi, nem szolgál a cikkben szereplő információk forrásmegjelöléseként.